# Vương cung thánh đường Đức Mẹ La Vang
Vương cung thánh đường Đức Mẹ La Vang (tên khác: Nhà thờ La Vang) là một nhà thờ Công giáo Rôma thuộc Tổng giáo phận Huế, tọa lạc ở xã Hải Lăng, Quảng Trị, Việt Nam. Đây là một trung tâm hành hương lớn của người Công giáo Việt Nam. Nhà thờ được Giáo hoàng Gioan XXIII tôn phong là vương cung thánh đường qua Sắc chỉ Magnonos ngày 22 tháng 8 năm 1961.

## Lịch sử

### Chùa Ba Làng
Vào thời Minh Mạng (1820-1840) nhân dân 3 làng Thạch Hãn, Cổ Thành và Ba Trừ đã chung nhau xây dựng một ngôi chùa khá lớn, thờ tự tượng pháp đầy đủ trang nghiêm tại vùng đất Lá Vằng (có nhiều cây lá vằng mọc hoang, người dân thường lấy lá phơi khô làm thuốc Nam) cách tỉnh thành Quảng Trị khoảng 6km.
Sau Hòa ước Nhâm Tuất (1862), vua Tự Đức ban hành chỉ dụ tha đạo Công giáo. Giám mục Sohier Bình dự định mở mang họ đạo La Vang, nhưng bất thành vì việc sang nhượng đất không có kết quả. Tuy nhiên, ở đây có thể đã tồn tại những nhà nguyện nhỏ bằng gỗ, lá .
Trong báo cáo năm 1894, linh mục Patinier Kinh là chính xứ Cổ Vưu kiêm quản hạt Quảng Trị cho biết sau thời kỳ bạo loạn đã khẩn trương cho dựng lại một ngôi nhà thờ nhỏ bé, tạm bợ bằng gỗ để chờ nguồn kinh phí cũng như để chờ cho tình hình bớt căng thẳng .

### Nhà thờ ngói
Có giả thuyết là nhà thờ La Vang vốn được xây trên nền của một mái chùa Phật giáo hoặc là một miếu thờ Bà (có thể là Phật Bà Quan Âm hoặc bà chúa Liễu Hạnh) cho người đi rừng, nguyên là một mái nhà tranh dưới gốc cây đa và rào sơ bốn mặt, sau biến cố Mẹ Maria hiện ra năm 1798 được nhường cho giáo dân để xây một nơi tôn kính Mẹ Maria. Nhưng cũng có ý kiến khác cho rằng La Vang trước đó chỉ là một vùng hoang vắng, vùng rừng núi hẻo lánh.
* Từ 1886-1901: GM.GASPAR xây dựng một ngôi thờ ngói từ năm 1886 đến ngày 06/08/1901 làm lễ khánh thành.
* Từ 1924-1928: GM. ALLYS kiến thiết quy mô hơn và nâng thành linh địa La Vang, khánh thành ngày 20/08/1928.
Năm 1885, Giám mục Caspar Lộc quyết định cho xây dựng tại La Vang một ngôi nhà thờ bằng ngói. Mọi vật liệu xây dựng cần thiết đã được chuẩn bị nhưng mãi đến năm 1894 mới khởi công và hoàn tất vào năm 1901, dưới ba đời linh mục chính xứ Bonnard, Patinin, Bonin. Nhà thờ ngói được Giám mục Caspar Lộc xức dầu cung hiến và khánh thành vào dịp Đại hội La Vang lần thứ nhất (từ ngày 6-8 tháng 8 năm 1901) với tước hiệu Đức Bà Phù Hộ Các Giáo Hữu.
Nội thất ngôi nhà thờ này được thiết kế theo kiểu kiến trúc cổ Việt Nam chứa được vài trăm người nhưng mặt tiền thì theo kiến trúc phương Tây. Phía trước có hai tháp dang ra hai bên. Trên bàn thờ có tượng ảnh Chúa Giêsu, Đức Mẹ Mân Côi, thánh Đa Minh và bà thánh Catarina. Phía trên cửa ra vào chính diện in nổi năm chữ nôm: LA VANG CUNG CHỦ MẪU (tức là: ĐỀN THỜ ĐỨC MẸ LA VANG). Trong dịp Đại hội La Vang lần thứ 8 (năm 1923), Giám mục Allys Lý nhận thấy số giáo dân hành hương ngày một đông, ngôi nhà thờ ngói thì quá chật hẹp, lại đã xuống cấp, có thể sụp đổ bất cứ lúc nào nên đã quyết định xây dựng ngôi nhà thờ rộng lớn hơn tại La Vang.
Lễ Đức Mẹ Lộ Đức (ngày 11 tháng 2 năm 1924), linh mục Morineau Trung giáo xứ Cổ Vưu phát lệnh khởi công xây dựng nhà thờ La Vang theo đồ án của kiến trúc sư Carpentier. Sau bốn năm, công trình hoàn thành . Nhà thờ với hai tầng mái và hai cánh thánh giá. Tháp chuông hình vuông hai tầng nổi bật lên giữa cảnh đồi cát và núi rừng chung quanh.. Ngày 20 tháng 8 năm 1928, Giám mục Allys Lý đã long trọng cử hành nghi thức xức dầu cung hiến nhà thờ mới và làm phép chuông vào ngày 30 tháng 9 năm 1928. Qua nhiều năm sau, Nhà thờ La Vang bị hư hại nặng. Giữa năm 1955, linh mục sở tại La Vang Giuse Trần Văn Tường cho trùng tu, thay toàn bộ tuồng gỗ bằng vài sắt.

### Tiểu vương cung thánh đường

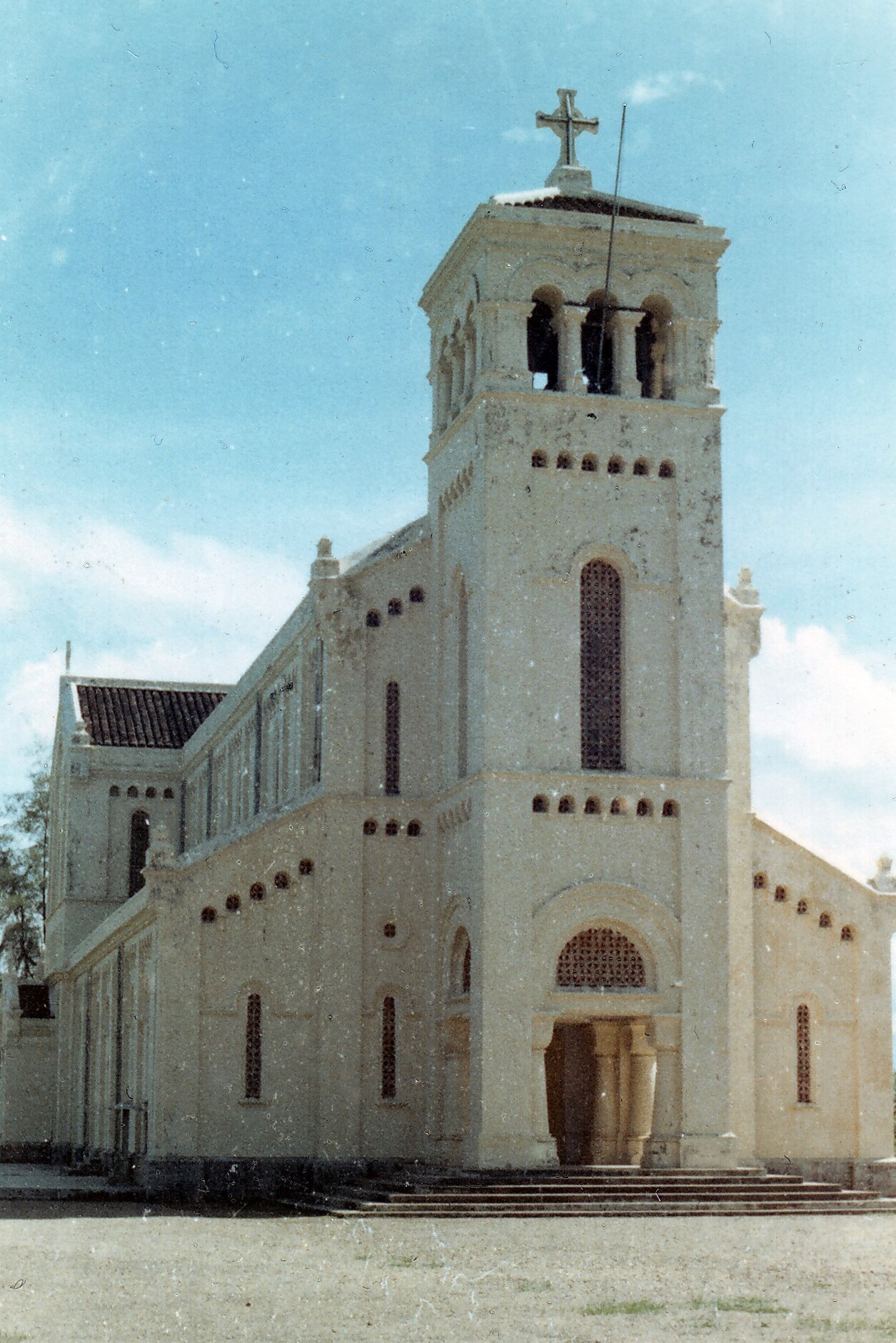
Nhà thờ La Vang, hình chụp năm 1967, trước khi bị tàn phá

Năm 1961, trong một phiên họp tại Đà Lạt, Hội đồng Giám mục Việt Nam (miền Nam) dưới quyền chủ toạ của Tổng Giám mục Phêrô Máctinô Ngô Đình Thục đã có những quyết định như sau:
1. Xin Toà Thánh nâng đền thờ Đức Mẹ tại La Vang lên hàng vương cung thánh đường.
2. Mở rộng phạm vi đền thờ La Vang và làm thêm các cơ sở mới: Một bàn thờ dâng hiến Giáo hội và Tổ quốc Việt Nam cho trái tim vô nhiễm Đức Mẹ và một bàn thờ cho các vị tử đạo Việt Nam; xây một công trường rộng lớn theo kiểu đàn Nam Giao; xây một toà nhà lớn cho khách đến viếng; thiết lập một tu viện.
3. Công việc xây dựng được tiến hành ngay bằng tiền của giáo dân và tất cả các quan chức trong chính quyền Ngô Đình Diệm đóng góp.

Sáng ngày 22 tháng 8 năm 1961, Đức ông De Nitris, thư ký Tòa Khâm Sứ, đại diện Tòa Thánh tuyên đọc sắc chỉ của Giáo hoàng Gioan XXIII nâng Đền Thờ La Vang lên bậc tiểu vương cung thánh đường.
Nội dung sắc chỉ:
| “ | ‘’Bởi thế, sau khi đã bàn hỏi Bộ Phụng Tự, tìm biết chắc chắn và cân nhắc kỹ lưỡng, Chúng Tôi lấy toàn quyền Giáo hoàng của Chúng tôi, viết Sắc Chỉ này, có hiệu lực vĩnh viễn, để ban cho Đền Thánh Đức Mẹ La Vang ở Giáo phận Huế, được tước hiệu và phẩm vị Tiểu vương cung thánh đường, với tất cả các quyền lợi, đặc ân thường ban cho những Thánh Đường như thế, không gì trái ngược có thể chống lại Sắc Chỉ nầy. Chúng tôi truyền cho những ai liên quan, hoặc có thể liên quan với Sắc Chỉ nầy, từ nay về sau, phải hoàn toàn vâng phục và đoán định như thế; từ nay, bất cứ ai, bất cứ quyền lực nào vi phạm Sắc Chỉ của Chúng Tôi, vô tình hay hữu ý, đều kể là bất thành, vô hiệu. | ” |

Năm 1961-1962, một số kiến trúc như Công trường Mân Côi với 15 pho tượng bằng đá cẩm thạch, hồ Tịnh Tâm và ba cây đa cao 20m với tượng Đức Mẹ bồng con do kiến trúc sư Ngô Viết Thụ thiết kế . Cuối năm 1963, chính quyền Ngô Đình Diệm bị sụp đổ, Giám mục Ngô Đình Thục sống lưu vong ở nước ngoài nên nhiều hạng mục của công trình xây dựng ở đền thờ La Vang bị ngừng trệ.
Vương cung thánh đường La Vang bị bom đạn phá hủy hoàn toàn trong cuộc chiến Mùa Hè Đỏ Lửa 1972. Nay chỉ còn di tích tháp chuông.

### Giai đoạn 1972-2012

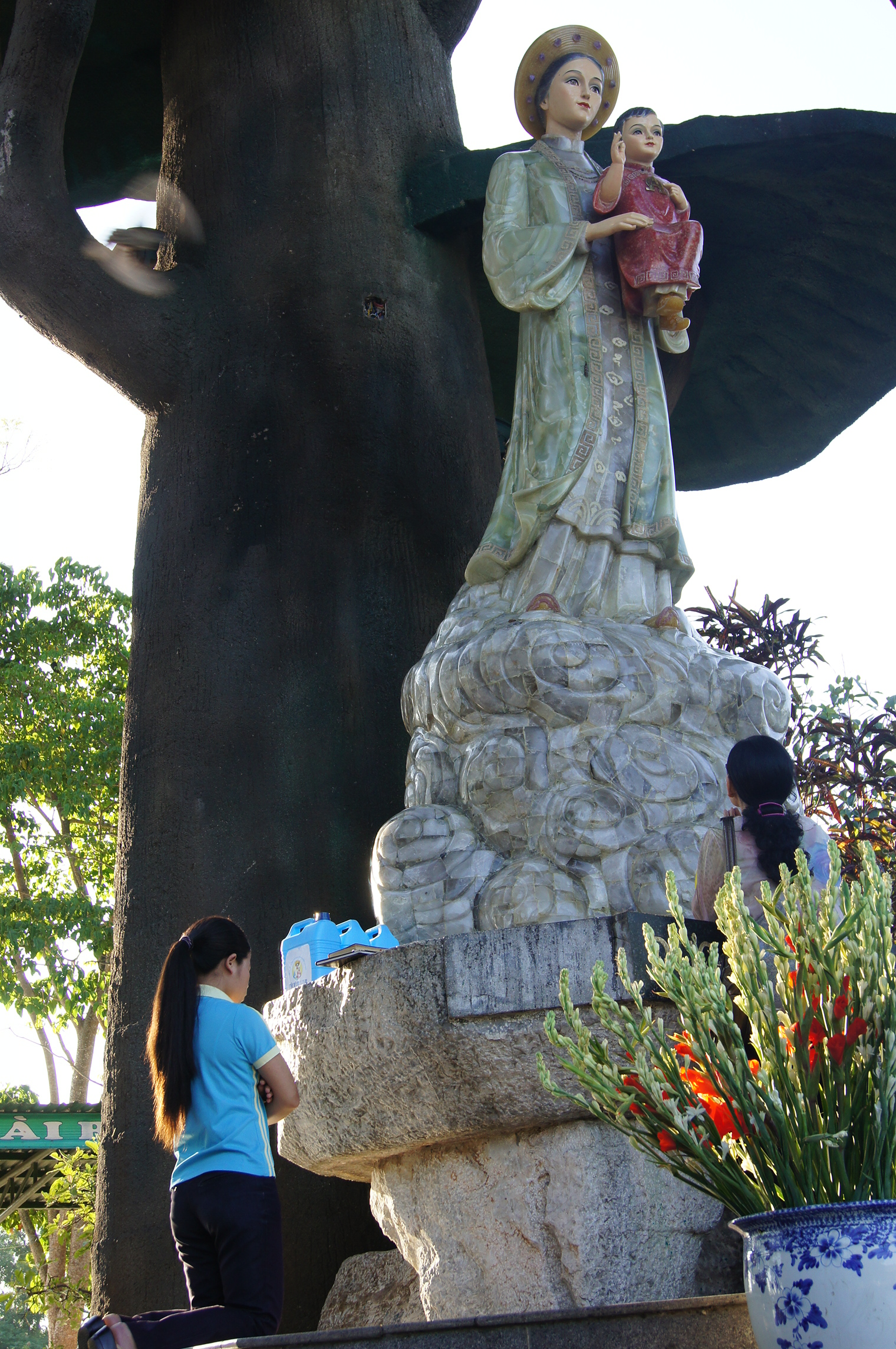
Người dân cầu nguyện dưới chân tượng Đức Mẹ

Từ năm 1995, tháp chuông và những công trình liên hệ như Nhà nguyện Đức Mẹ (một mái nhà tôn sau tháp cổ), Nhà nguyện Thánh Thể (xây từ năm 2002), Công trường Mân Côi, Lễ đài, Nhà hành hương (xây từ năm 2004), 3 cây đa (nơi Đức Mẹ hiện ra)... được tu sửa hay dựng mới. Năm 1998, tượng Đức Mẹ La Vang do nhà điêu khắc kiêm họa sĩ Văn Nhân đã được làm phép thay thế tượng cũ. Tượng này mang phong cách dân tộc từ trang phục đến nét mặt được Giáo hoàng Gioan Phaolô II làm phép ngày 1 tháng 7 năm 1998 tại Roma, sau đó chuyển về Việt Nam dịp kỷ niệm biến cố 200 năm Đức Mẹ La Vang.
Năm 2008, Thánh địa được chính quyền tỉnh Quảng Trị cấp lại 21 ha đất  để "phục vụ hoạt động tín ngưỡng của giáo dân" nên Hội đồng Giám mục Việt Nam đã quyết định xây lại nhà thờ La Vang cho xứng với Trung tâm hành hương quốc gia. Một cuộc thi về thiết kế đã được tổ chức năm 2010 và 5 đồ án đã được trao giải nhì để hoàn thiện thêm.
Ngày 6 tháng 1 năm 2011, nghi thức làm phép viên đá đầu tiên đã được Hồng y Ivan Dias - Đặc sứ không thường trực của Giáo hoàng Biển Đức XVI - và các giám mục Việt Nam cử hành vào dịp bế mạc Năm Thánh nhân 50 năm hàng giáo phẩm Việt Nam (1960-2010). Dự kiến chi phí cho nhà thờ mới là 25 triệu đôla.

### Xây dựng Vương cung thánh đường mới
Ngày 15 tháng 8 năm 2012 đã diễn ra lễ đặt viên đá đầu tiên xây dựng Vương cung Thánh đường mới . Công trình Vương cung thánh đường mới dự kiến được xây dựng trên một mặt bằng có diện tích 13.464 m². Chiều dài công trình 132m theo hướng bắc nam, ngang 102m theo hướng đông tây. Sức chứa 5.000 chỗ. Vương cung thánh đường, thể hiện phong cách kiến trúc Việt, mang hồn Việt qua hình dáng những tấm mái ngói thân quen, kiểu dáng ngôi nhà ở, ngôi đình Việt, những họa tiết diễn tả cụ thể những ân huệ của Thiên Chúa ...
Công trình Vương cung thánh đường mới được dự kiến khánh thành vào năm 2023.

## Hình ảnh

Một số hình ảnh
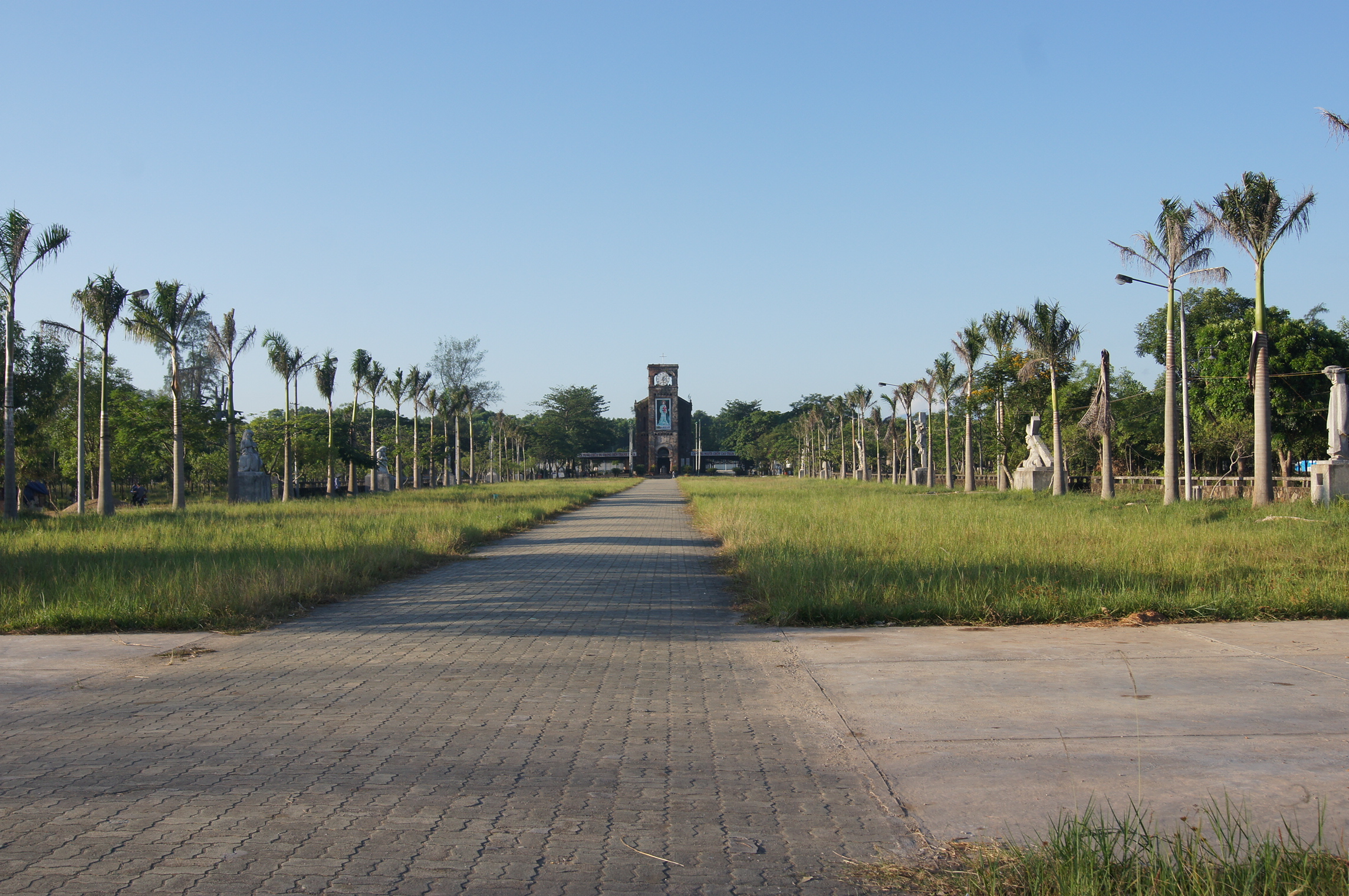
Toàn cảnh quảng trường phía trước nhà thờ.
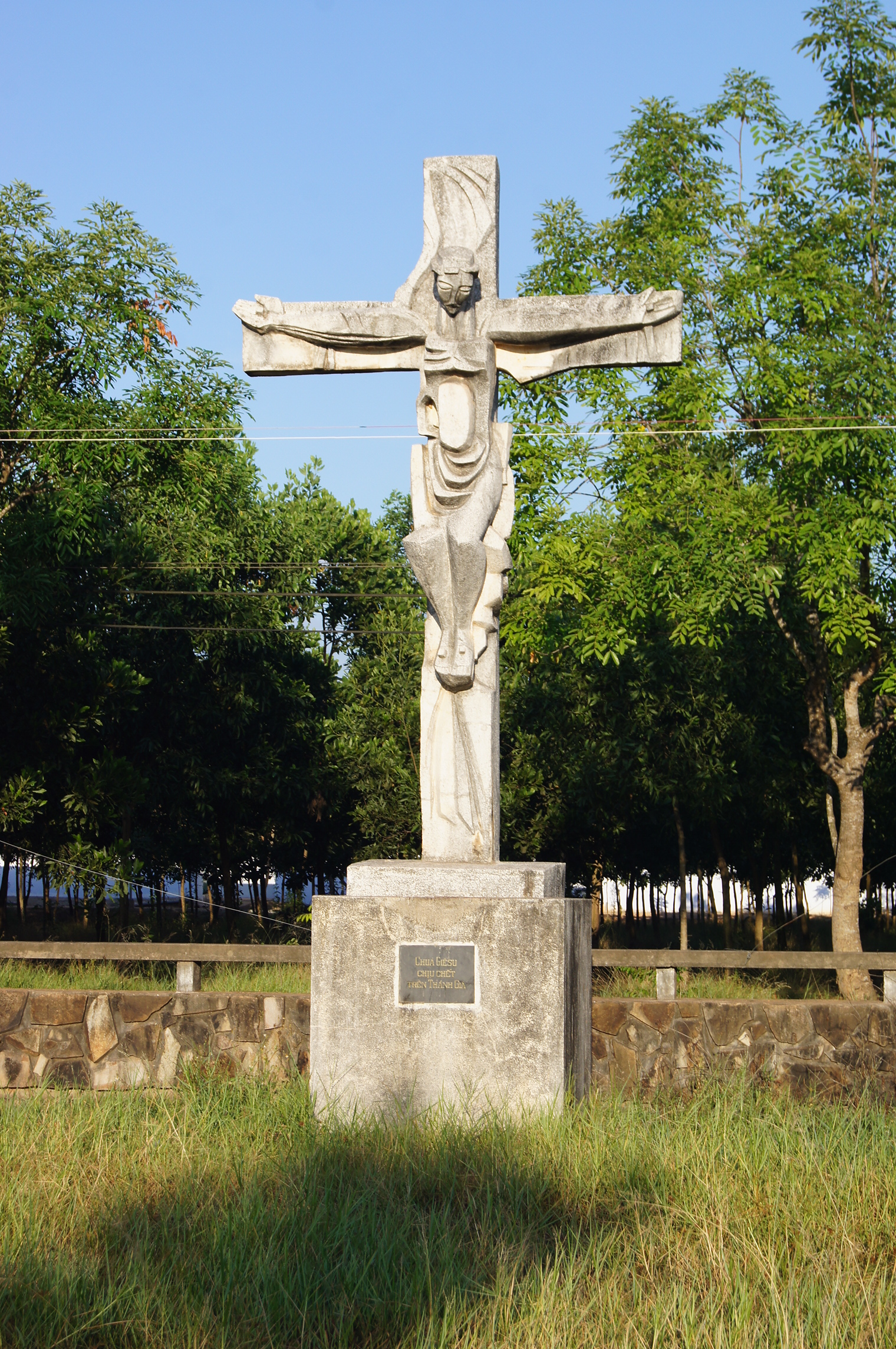
Đàng Thánh giá dọc lối đi chính.
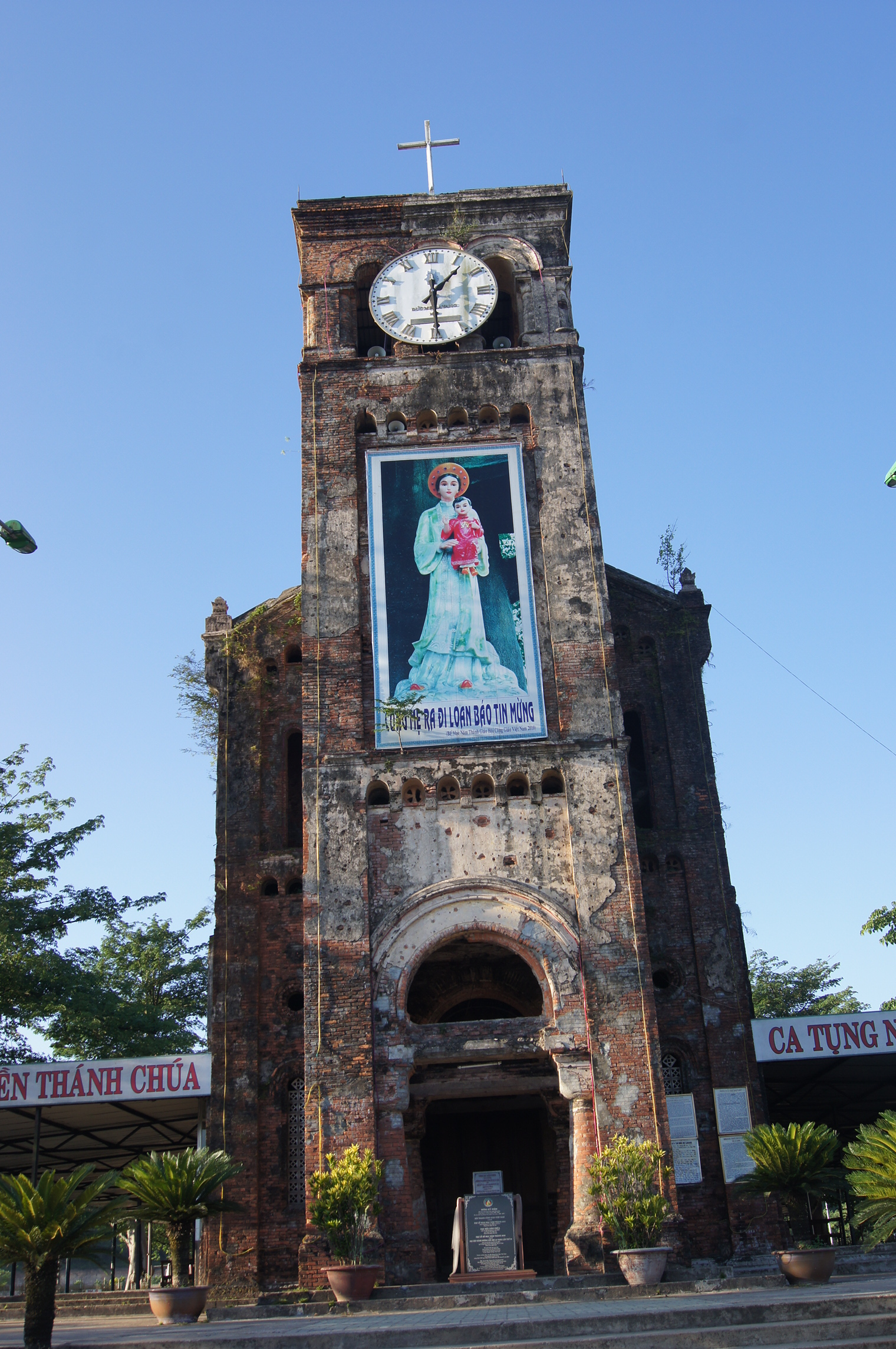
Tháp chuông nhà thờ.
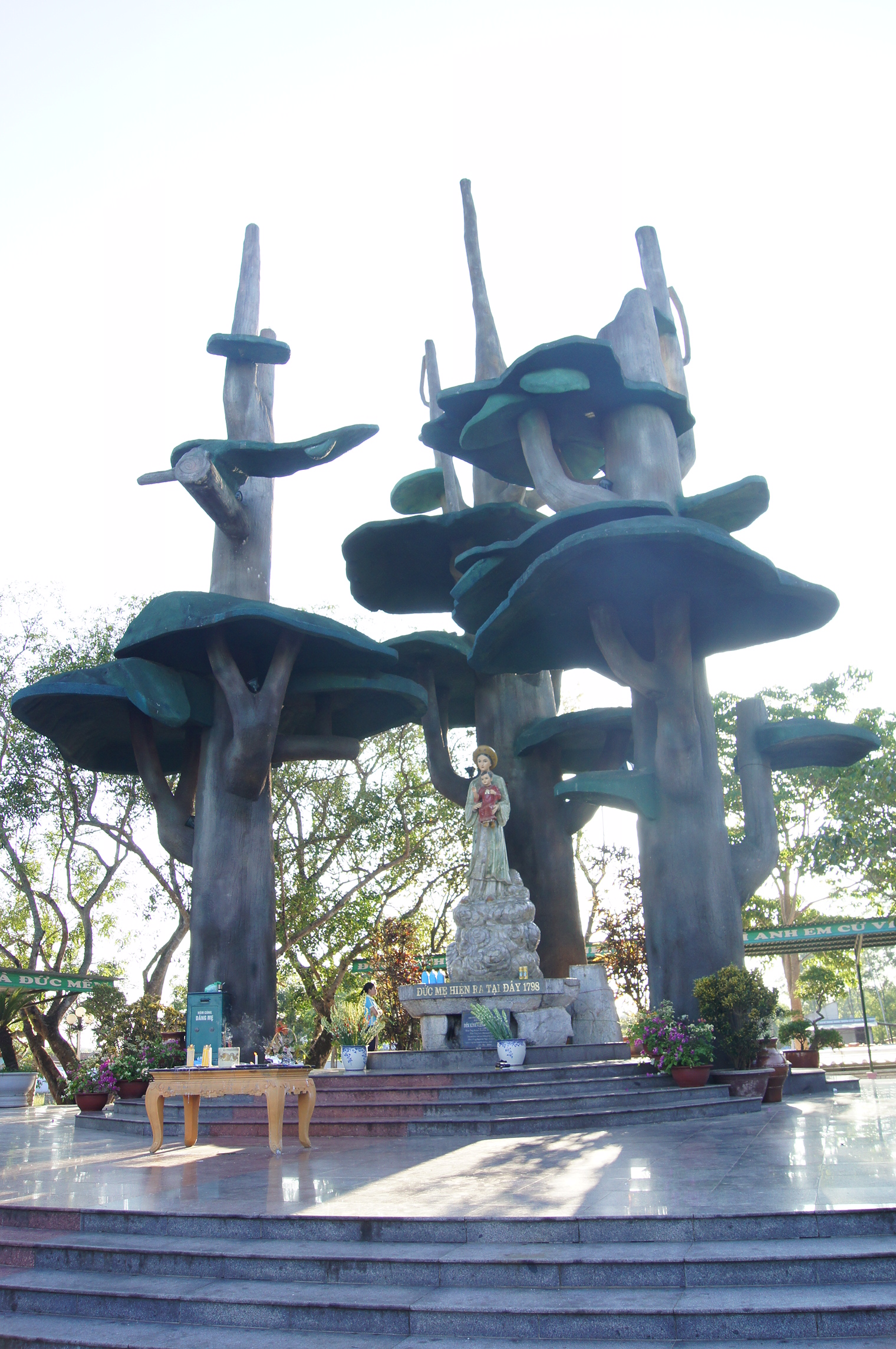
Tượng đài ba cây đa.
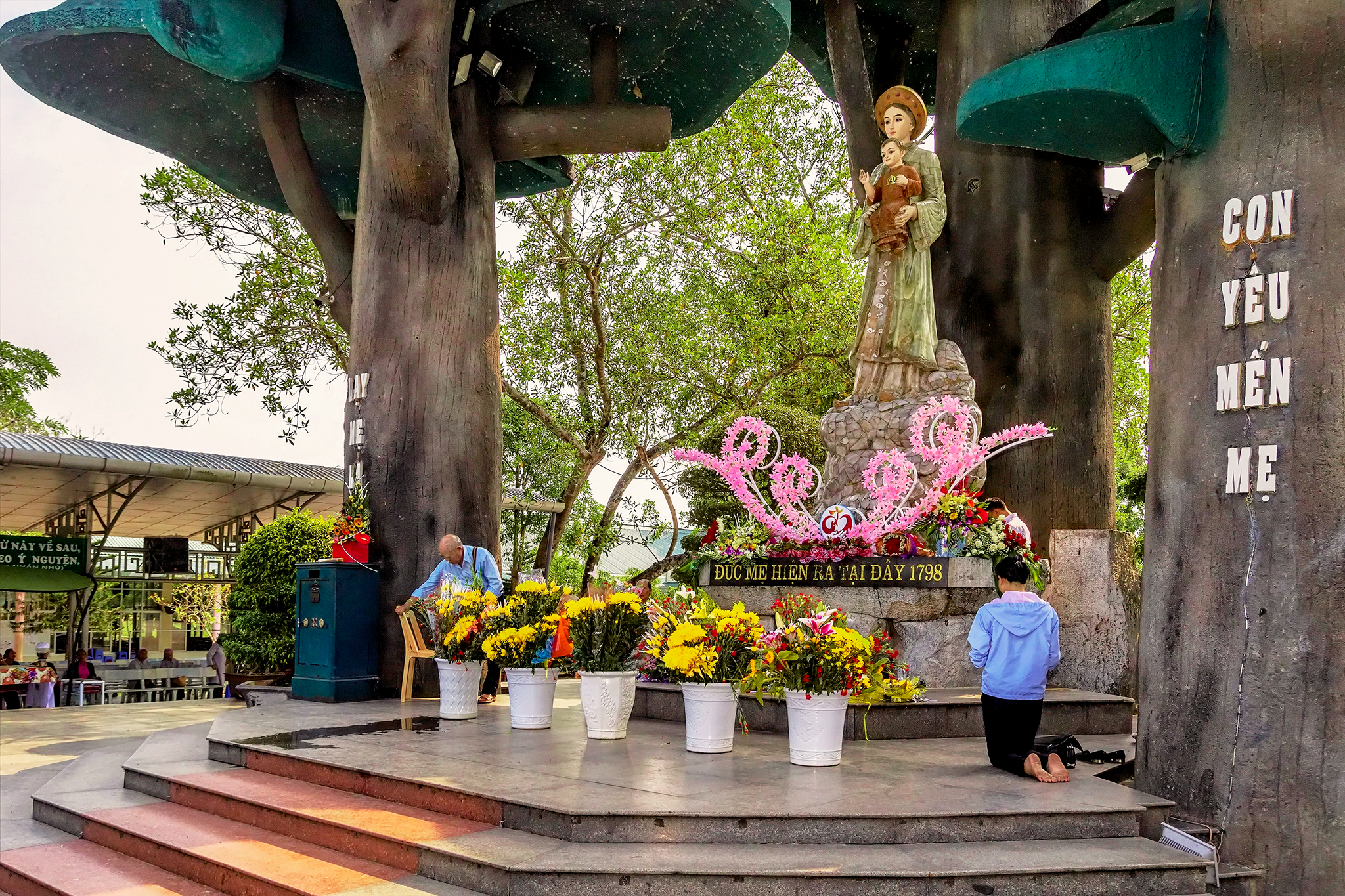
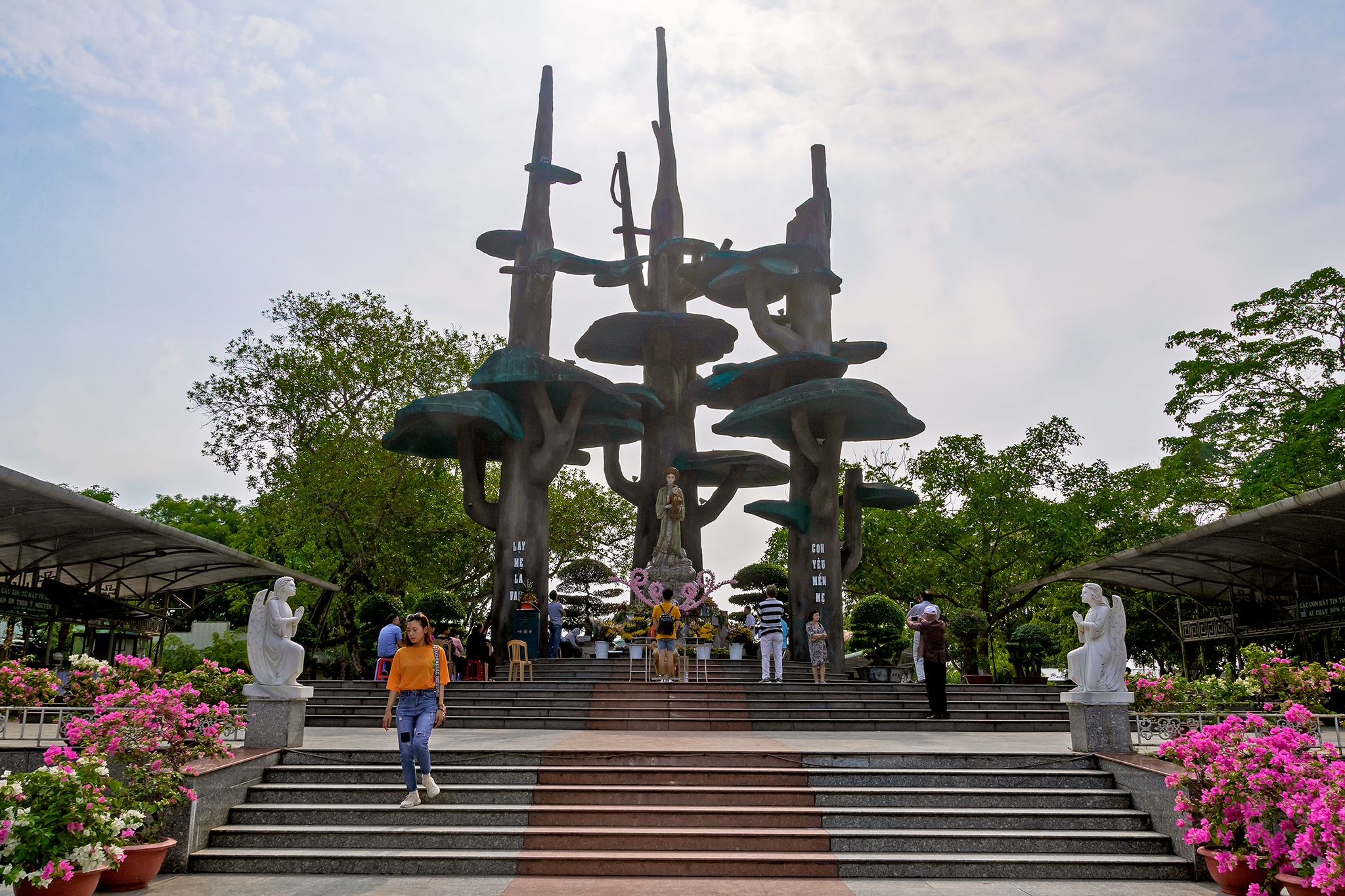